# L'inizio (Fabrizio Moro)
L'inizio è il sesto album in studio del cantautore italiano Fabrizio Moro, pubblicato il 30 aprile 2013 da La Fattoria del Moro e distribuito da Sony Music.

## Descrizione
Prodotto dallo stesso cantautore con Pier Cortese, registrato, missato e masterizzato da Matteo Gabbianelli presso la kuTso Noise Home, il disco è stato anticipato dal singolo Sono come sono, reso scaricabile da iTunes dal 23 aprile. In precedenza, il 20 marzo, era stato diffuso in rete anche il brano omonimo; parte del testo di questa canzone era già stata diffusa dallo stesso Moro tramite la sua pagina ufficiale Facebook il 12 febbraio.
Il 26 febbraio, sempre tramite Facebook, Moro aveva reso pubblico il testo della canzone L'Italia è di tutti. Il 24 aprile, durante un'intervista rilasciata, Fabrizio Moro anticipa alcune strofe di Io so tutto, canzone su Giulio Andreotti, improvvisandole con l'accompagno della chitarra.
L'album debutta direttamente alla posizione numero 13 dei dischi più venduti in Italia.

## Promozione
L'11 maggio 2013 è partito dal palazzetto comunale di Caramanico Terme la tournée L'inizio Tour, per poi toccare altre tappe in tutta Italia, dividendosi in esibizioni gratuite e a pagamento. Fanno parte del tour anche le esibizioni Unplugged svolte nei centri Mondadori e LaFeltrinelli di Roma, Milano e Marcianise per pubblicizzare il disco e l'esibizione all'interno della Università degli Studi di Roma "La Sapienza". Inoltre il tour ha fatto tappa anche con importanti iniziative come quella di Roma incontra il mondo svolta il 27 giugno 2013 all'interno del festival di Villa Ada. Terminato il tour estivo il 27 settembre 2013, il 16 novembre riparte con un tour indoor, che vede come prima tappa Roma, proseguendo poi per vari club d'Italia e con fine il 21 marzo al The Water Rats di Londra.

## Tracce
Testi e musiche di Fabrizio Moro, eccetto dove indicato.
1. Intro – 0:53
2. L'inizio – 3:04
3. Sono come sono – 3:07
4. L'eternità – 3:20
5. Io so tutto – 3:09
6. Comunicando – 3:01 (musica: Fabrizio Moro, Pier Cortese)
7. Questa canzone (meravigliosa) – 3:15 (musica: Fabrizio Moro, Pier Cortese)
8. Soluzioni – 3:00 (musica: Fabrizio Moro, Pier Cortese)
9. L'Italia è di tutti – 3:10
10. Babbo Natale esiste – 3:28

## Classifiche
| Classifica (2013) | Posizione massima |
| ----------------- | ----------------- |
| Italia            | 13                |